# Rennbaum

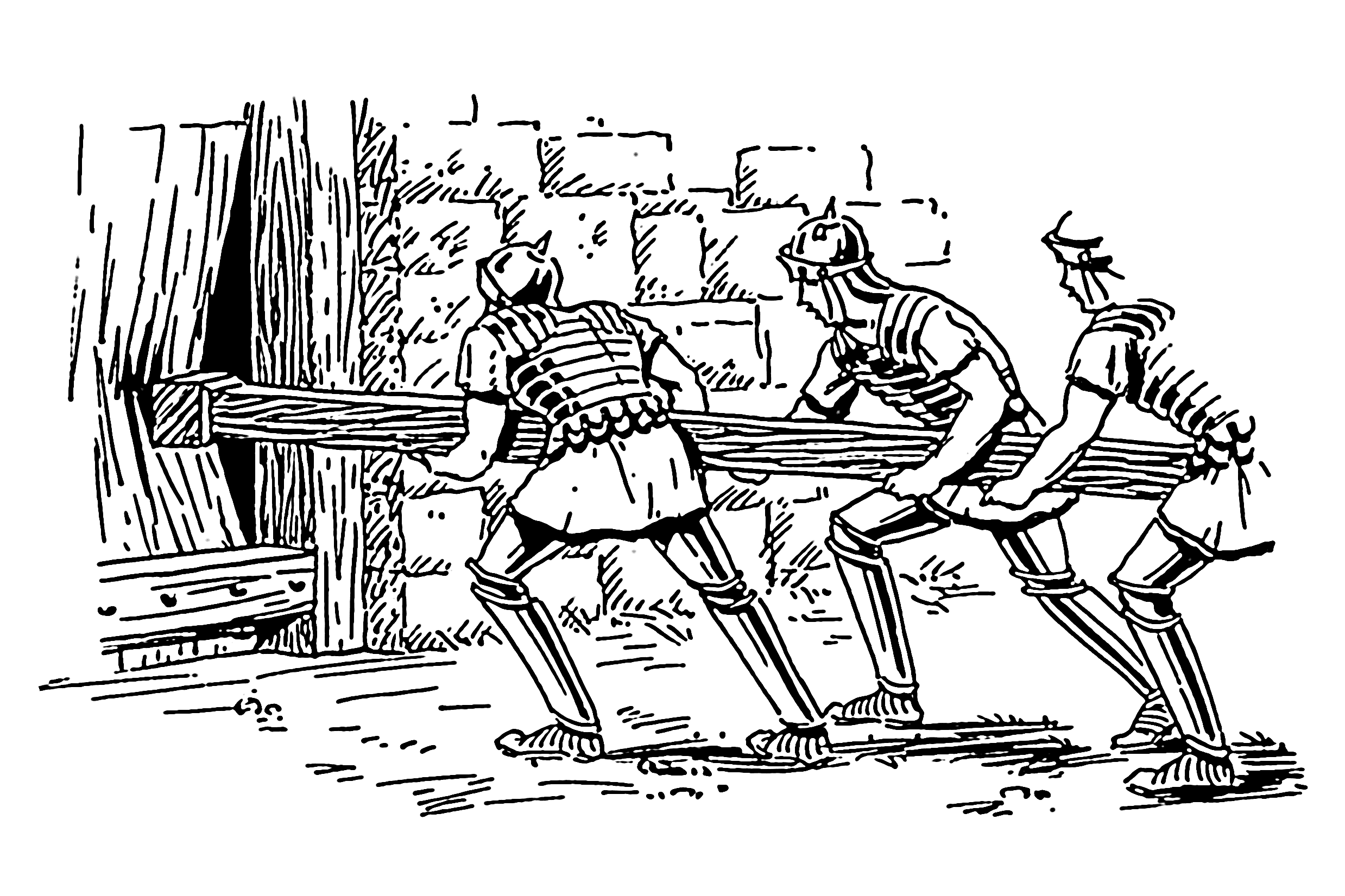
Verbesserte Form des Rennbaums, mit Rammkopf

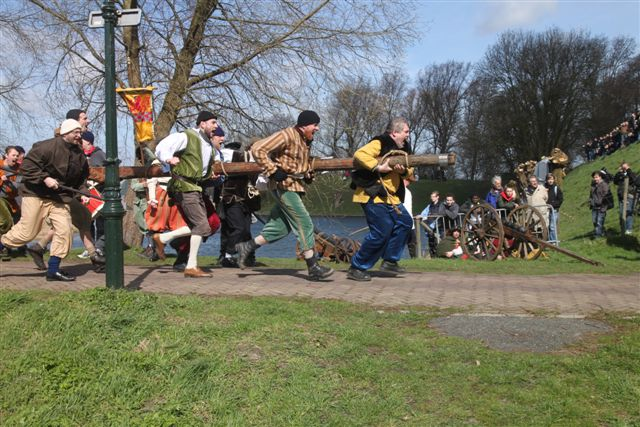
Moderne Darstellung

Der Rennbaum war eine sehr einfache Form eines Rammbocks. 
Typischerweise handelte es sich um einen 4–6 m langen Baumstamm oder Balken von 20–30 cm Durchmesser, der insbesondere von Räuberbanden des ausgehenden 18. und beginnenden 19. Jahrhunderts bei deren gewaltsamen Einbrüchen zum Aufbrechen von Toren und Türen genutzt wurde. Dabei rannten mehrere Bandenmitglieder mit dem Rennbaum wiederholt gegen die Tür an, bis sie entweder durchbrochen oder aus Angeln und Schloss gefallen war.
Der Einsatz eines Rennbaums, in der damaligen Gaunersprache auch „Drong“, „Drohne“ oder „Jaddrohne“ genannt, war nicht nur bei den mittel- und niederrheinischen Räuberbanden des späten 18. und frühen 19. Jahrhunderts charakteristisch, z. B. bei der Bande des Mathias Weber, genannt Fetzer, sondern fand auch Gebrauch bei den Vogelsberger und Wetterauer Räuberbanden, den Banden des Maingebiets und im Odenwald, im Spessart und in Niedersachsen.
Der typische mittels Rennbaum durchgeführte Raubüberfall jener Zeit ist von Sonja Steiner-Welz treffend beschrieben:
Beim Eintritt in ein Dorf wurde zuerst die Kirchentüre verkeilt, um die Bauern am Läuten der Sturmglocke zu hindern. War ein Nachtwächter da, wurde dieser gefesselt und beiseite gebracht. Dann erhoben die Räuber plötzlich ein furchtbares Geschrei. Oft sangen sie französische Soldatenlieder, um den Eindruck von französischen Marodeuren zu erwecken. Dann flammten die Fackeln und Wachslichter der Räuber auf, und schon krachte der Rennbalken gegen die Haustüre. War der Eingang freigemacht, stürzte die Bande ins Haus, klebte Wachslichter an die Wände, um alles übersehen zu können, fesselte die Bewohner und warf ihnen Bettzeug und Tücher über, damit sie sich die Gestalten der Eindringlinge nicht merken sollten.